# Helophilus bilinearis
Helophilus bilinearis là một loài ruồi trong họ Ruồi giả ong (Syrphidae). Loài này được Williston mô tả khoa học đầu tiên năm 1887. Helophilus bilinearis phân bố ở miền Tân bắc